# Pelikan (Schiff, 1934)
Die Pelikan war ein deutsches Kühlschiff, das von der Kriegsmarine 1940 requiriert und im Zweiten Weltkrieg als Torpedoklarmachschiff eingesetzt wurde. Nach Kriegsende fuhr es noch bis 1959 als Kühlschiff unter britischer Flagge.

## Bau und technische Daten
Das Schiff lief am 12. November 1934 mit der Baunummer 712 bei der Bremer Vulkan Schiffbau und Maschinenfabrik in Vegesack vom Stapel und wurde am 14. Januar 1935 an die Hamburger Reederei F. Laeisz abgeliefert. Es war 107,5 m lang und 13,6 m breit, hatte 7,3 m Tiefgang und war mit 3264 BRT und 1933 NRT vermessen. Die Gesamtgröße der Kühlräume betrug 3.700 m³, die Tragfähigkeit 2800 tdw. Ein 5-Zylinder-2-Takt-Dieselmotor der Bremer Vulkan leistete 1950 PSe und ermöglichte eine Geschwindigkeit von 15,0 kn. Die Besatzung bestand aus 34 Mann; bis zu 12 Passagiere konnten mitgenommen werden. Ihr Schwesterschiff war die Pionier.

## Geschichte

### Bananentransporter
Die Pelikan (Rufzeichen DJNP) wurde mit Heimathafen Hamburg für die Afrikanische Frucht-Compagnie (AFC), eine Tochtergesellschaft der Reederei F. Laeisz, in der Fruchtfahrt zwischen Hamburg und Häfen in Westafrika eingesetzt. Dabei handelte es sich zumeist um den Transport in Tiko geladener Bananen aus den Plantagen der AFC in Kamerun, die in Hamburg grün angelandet und von der AFC dann in eigenen Reifeanlagen zur Essreife gebracht und in eigenen Obstläden verkauft wurden. Teilweise bestand die Ladung allerdings auch aus getrockneten Bananen, die in Deutschland als sogenannte Feigenbananen verkauft wurden.

### Kriegsmarine
Am 13. August 1939, kurz vor dem Beginn des Zweiten Weltkriegs, befand sich die Pelikan wieder in Tiko, aber ihr gelang noch die Heimreise. Am 30. August traf sie in Hamburg ein, wo sie dann zunächst festlag. Am 20. März 1940 – im Zuge der Vorbereitungen zur Besetzung von Dänemark und Norwegen (Unternehmen Weserübung) – wurde sie von der Kriegsmarinedienststelle Hamburg erfasst und dem Torpedoversuchskommando in Kiel als sogenanntes Torpedoklarmachschiff zugewiesen. Am 20. April 1940 lief sie, gemeinsam mit der Palime und gesichert von der 1. Schnellboot-Flottille, mit einer Ladung Geschütze für die in Norwegen gelandeten Heerestruppen von Cuxhaven nach Stavanger, wo sie am folgenden Tag eintraf. Am 24. April liefen die beiden Schiffe zurück nach Hamburg, um am 28. April erneut mit Heeresnachschub von Cuxhaven nach Stavanger zu fahren, diesmal von vier Booten der 2. Schnellboot-Flottille begleitet. Ein dritter Nachschubtransport der beiden Schiffe nach Stavanger folgte am 7.–9. Mai, der Rückmarsch am 13.–14. Mai. Danach wurde die Pelikan am 6. Juni 1940 der HAPAG zur technischen Betreuung übergeben, diente jedoch weiter beim Torpedoversuchskommando, sowohl in Kiel als auch in Gotenhafen. Am 23. April 1941 wurde sie, zur Vermeidung von Verwechslungen mit dem bei der Hafenschutzflottille Brest in Dienst gestellten Flakschiff Pelikan, in Pelikan II umbenannt.

### Nachkriegsjahre
Anfang Mai 1945 wurde das Schiff in Brunsbüttelkoog bei einem Luftangriff beschädigt; dort wurde es britische Kriegsbeute. Nach Reparatur in Lübeck wurde es am 11. März 1946 in Hamburg an Großbritannien abgeliefert und dem Ministry of War Transport übergeben. Es wurde der Flotte der Empire-Schiffe zugeteilt, in Empire Alde umbenannt und zunächst der Eisenbahngesellschaft Southern Railway, bald darauf jedoch der Reederei Kaye, Son & Co. zur Bereederung zugewiesen. Gegen Ende 1946 wurde das Schiff an die britische Kühlschiffsreederei Elder & Fyffes verkauft, die es zunächst wieder in Pelikan, dann 1947 in Pacuare umbenannte.
Die Pacuare fuhr noch bis 1959. Dann wurde sie zum Verschrotten an die British Iron & Steel Co. verkauft. Am 22. September 1959 traf sie in Troon bei der West of Scotland Shipbreaking Co. zum Abbruch ein, der am 25. September begonnen und am 5. April 1960 abgeschlossen wurde.